# Anders Fogh Rasmussen
Anders Fogh Rasmussen (Ginnerup, municipi de Norddjurs, 1953) polític danès, fou primer ministre de Dinamarca des del 27 de novembre de 2001 fins al 5 d'abril de 2009. Cap del partit Venstre, després de les eleccions legislatives daneses de 2007 va mantenir el càrrec. Fou substituït per ocupar el càrrec de Secretari General de l'OTAN a partir de l'1 d'agost del 2009. Al seu torn, fou rellevat pel noruec Jens Stoltenberg l'1 d'octubre del 2014.
Durant el seu mandat es va produir la crisi de les caricatures de Mahoma entre 2005 i 2006.